# ESV Wacker Wiener Neustadt
Eisenbahnersportverein Wacker Wiener Neustadt (kortweg ESV Wacker Wiener Neustadt) is een Oostenrijkse voetbalclub uit Wiener Neustadt, Neder-Oostenrijk. De club speelde in 1939 in de hoogste klasse maar is inmiddels weggezakt tot de laagste mogelijk speelklasse.

## Geschiedenis

### Oprichting en Gauliga
De club werd in 1919 opgericht met zwart-witte clubkleuren. In de beginjaren speelde de club in de lagere klassen. In seizoen 1937/38 werd de club kampioen van de reeks Niederdonau (een soort tweede klasse) met drie punten voorsprong op stadsrivaal 1. Wiener Neustädter SC. Hierdoor promoveerde de club naar de hoogste klasse, die door de Duitse bezetting nu Gauliga Ostmark heette. Om hierin aan te treden moest de club onder druk van de nationaalsocialistische machthebber de clubnaam veranderen in Reichsbahn Wacker Wiener Neustadt. In het enige seizoen ooit in de hoogste klasse kon de club niet schitteren en werd laatste met slechts twee overwinningen, op SK Amateure Steyr en Grazer SC.
Na de degradatie kwam het vermoedelijk tot een fusie met andere Eisenbahnsportclubs en de club speelde verder onder de naam Reichsbahn-Spielgemeinschaft Wiener Neustadt. In 1942/43 kwam de club nog dicht bij promotie maar moest die uiteindelijk aan LSV Markersdorf laten. Het volgend seizoen werd de club vicekampioen achter Badener AC.

### Degradatie en fusie met ESV Haidbrunn Wacker
Na de Tweede Wereldoorlog werd Reichsbahn-SG opgeheven en werd ESV Wacker heropgericht. De club kon echter niet meer in de hogere klassen spelen en verzeilde in de lagere regionen.
In 1972 fusioneerde de club met stadsrivaal ASV 1927 Haidbrunn en werd zo ESV Haidbrunn-Wacker Wiener Neustadt met de nieuwe clubkleuren rood-wit.
De fusieclub startte in de 1. Klasse Süd van de Landesliga Niederösterreich en speelde daar tot 1990. Door een speelverbond met Lanzenkirchen speelde de club in 1993 nog kort in de 2. Landesliga maar nadat de samenwerking werd stopgezet degradeerde de club naar de laagste klasse, samen met Admira. Later werd de clubnaam veranderd in ESV JOSKO Haidbrunn Wacker.

### Fusiepartner ASV Haidbrunn
ASV Haidbrunn werd in 1927 als SV Schmoll Schuhpaste opgericht met rood-groene clubkleuren. Omdat het een arbeidersclub was moest de club de activiteiten stilleggen tussen 1934 en 1938. In 1944 werd de club opnieuw opgeheven, dit keer door de gebeurtenissen in de Tweede Wereldoorlog. In 1946 werd de club opnieuw opgericht. Haidbrunn speelde nooit een grote rol in de geschiedenis van het voetbal in Neder-Oostenrijk en fusioneerde in 1972 met ESV.